# Dorolea
Dorolea – wieś w Rumunii, w okręgu Bistrița-Năsăud, w gminie Livezile. W 2011 roku liczyła 597 mieszkańców.